# Martín Demichelis
Martin Demichelis (Justiniano Posse, Córdoba tartomány, 1980. december 20. ) argentin labdarúgó. Korábban, mielőtt Ottmar Hitzfeld úgy döntött, hogy a védekezésben mutatott képességeit középhátvédként kamatoztatja, védekező középpályás volt.

## Pályafutása
Demichelis 1998-ban kezdett profi játékosként a Buenos Aires-i River Plate labdarúgó-csapatnál, de egészen 2001-ig nem került be a kezdő csapatba. A River Plate-nél mutatott jó játéka eredményeképpen 2003-ban az FC  Bayern Münchenhez került. Első szezonja a német csapatnál nem hozott sok sikert számára, mivel számos kisebb sérülést szenvedett, de Felix Magath edző irányítása alatt hamarosan a kezdőcsapatba került. Jelentős szerepe volt abban, hogy a csapat 2005-ben és 2006-ban is megnyerte a bajnokságot és a nemzeti kupát is. 2007. szeptember 11-én lőtte első nemzetközi gólját az Ausztrália elleni barátságos mérkőzésen, melyen fejese 1-0 arányban eldöntötte a mérkőzést.

## Eredményei

### CA River Plate
- Argentin bajnokság: (2) 2002, 2003

### FC Bayern München
- Német labdarúgó-bajnokság: (3) 2005, 2006, 2008, 2010
- Német labdarúgókupa: (3) 2005, 2006, 2008, 2010
- Német labdarúgó-szuperkupa: (2)  2004, 2007

### Manchester City FC
- Angol ligakupa: (2) 2014, 2016
- Angol labdarúgó-bajnokság: (1) 2013–14

## Pályafutásának statisztikája
| Klub                | Szezon              | Bajnokság | Bajnokság | Kupa  | Kupa | Európa | Európa | Összesen | Összesen |
| Klub                | Szezon              | Mérk.     | Gól       | Mérk. | Gól  | Mérk.  | Gól    | Mérk.    | Gól      |
| ------------------- | ------------------- | --------- | --------- | ----- | ---- | ------ | ------ | -------- | -------- |
| River Plate         | 2001–02             | ?         | ?         | 0     | 0    | 0      | 0      | ?        | ?        |
| River Plate         | 2002–03             | ?         | ?         | 0     | 0    | 0      | 0      | ?        | ?        |
| River Plate         | Összesen            | 51        | 1         | 0     | 0    | 0      | 0      | 51       | 1        |
| Bayern München      | 2003–04             | 14        | 2         | 2     | 0    | 0      | 0      | 16       | 2        |
| Bayern München      | 2004–05             | 23        | 0         | 4     | 0    | 5      | 0      | 32       | 0        |
| Bayern München      | 2005–06             | 27        | 1         | 4     | 0    | 8      | 2      | 39       | 3        |
| Bayern München      | 2006–07             | 26        | 3         | 2     | 0    | 6      | 0      | 25       | 3        |
| Bayern München      | 2007–08             | 28        | 1         | 4     | 0    | 10     | 0      | 42       | 1        |
| Bayern München      | 2008–09             | 29        | 4         | 3     | 0    | 8      | 0      | 40       | 4        |
| Bayern München      | 2009–10             | 21        | 1         | 4     | 0    | 8      | 0      | 33       | 1        |
| Bayern München      | 2010–11             | 3         | 1         | 1     | 0    | 0      | 0      | 4        | 1        |
| Összesen            | 171                 | 12        | 21        | 0     | 45   | 2      | 237    | 15       |          |
| Pályafutás összesen | Pályafutás összesen | 222       | 14        | 24    | 0    | 45     | 2      | 271      | 15       |

Adatok 2010. február 6-ig

## Edzői statisztika
Legutóbb frissítve: 2021. december 3-án lett.
| Csapat            | Nemzet   | –tól             | –ig                | Mérleg | Mérleg | Mérleg | Mérleg     | Mérleg | Mérleg | Mérleg | Mérleg |
| M                 | GY       | D                | V                  | RG     | KG     | +/-    | Győzelem % |        |        |        |        |
| ----------------- | -------- | ---------------- | ------------------ | ------ | ------ | ------ | ---------- | ------ | ------ | ------ | ------ |
| Bayern München II | német    | 2021. április 4. | 2012. november 13. | 65     | 34     | 16     | 15         | 160    | 97     | +63    | 52.31  |
| összesen          | összesen | összesen         | összesen           | 31     | 14     | 11     | 6          | 76     | 45     | +64    | 45.16  |

## Külső hivatkozások
- Profil a Bayern München hivatalos honlapján (angolul)